# Договір про заборону випробувань ядерної зброї в атмосфері, космічному просторі й під водою

Вміст у повітрі ізотопу ^{14}C. Фіолетова крива — спостереження в Австрії, червона — в Новій Зеландії, синя — природний фон. Різкий сплеск, викликаний атмосферними ядерними випробуваннями, змінився спадом після прийняття договору

Договір про заборону випробувань ядерної зброї в атмосфері, космічному просторі й під водою (також відомий як Московський договір) був підписаний 5 серпня 1963 року в Москві.
Сторонами договору були СРСР, США і Велика Британія. Договір набув чинності 10 жовтня 1963 року і був відкритий для підписання іншими країнами з 8 серпня 1963 року в Москві, Вашингтоні і Лондоні. Депозитаріями Договору є СРСР (Російська Федерація), США і Велика Британія. В даний час учасниками Договору є 131 держава.
Обмежений режим заборони випробувань ядерної зброї, введений Даним договором, був розширений до безумовних рамок Договором про всеосяжну заборону ядерних випробувань 1996, який, однак, не підписали або не ратифікували деякі ядерні держави та інші країни.